# Dykasteria ds. Integralnego Rozwoju Człowieka
Dykasteria ds. Integralnego Rozwoju Człowieka (łac. Dicasterium ad Integral Development Humanum) – wchodzi jako aparat administracyjny w skład Kurii Rzymskiej, działający przy
Stolicy Apostolskiej. Do kompetencji dykasterii należą sprawy, dotyczące: migracji, potrzebujących, chorych i wyłączonych, zmarginalizowanych i ofiar konfliktów zbrojnych oraz katastrof naturalnych, więźniów, bezrobotnych, a także ofiar jakiejkolwiek formy niewolnictwa i tortur. Sprawuje też nadzór nad katolickimi dziełami charytatywnymi, a ponadto ma utrzymywać ścisłe więzi z Papieską Akademią Nauk Społecznych. Natomiast sekcją dykasterii ds. uchodźców i migrantów kieruje osobiście papież.
Tej dykasterii podlega również Caritas Internationalis, której przewodniczącym od 13 maja 2023 jest kardynał Tarcisio Isao Kikuchi SVD – metropolita Tokio.

## Obecny zarząd Dykasterii
- Prefekt: kard. Michael Czerny SJ[3] (od 23 IV 2022)
- Sekretarz: s. Alessandra Smerilli FMA (od 26 VIII 2021)
- Podsekretarz: kard. Fabio Baggio CS (od 1 I 2017)
- Podsekretarz: ks. Anthony Ekpo (od 18 IV 2023)

## Historia
Papież Franciszek powołał dykasterię listem apostolskim Humanam progressionem, w formie motu proprio, sygnowanego datą 17 sierpnia 2016. Na jego mocy dykasteria 1 stycznia 2017 przejęła kompetencje zlikwidowanych Papieskich Rad: Iustitia et Pax, Cor Unum, ds. Duszpasterstwa Migrantów i Podróżujących oraz ds. Duszpasterstwa Służby Zdrowia.
Na wniosek Rady Kardynałów statut nowej dykasterii został zatwierdzony przez papieża „ad experimentum” 17 sierpnia 2016.

## Dotychczasowy zarząd Dykasterii

### Prefekci
- 2016–2022: kard. Peter Turkson
- od 2022: kard. Michael Czerny SJ
  - p.o. prefekta (2021–2022)

### Sekretarze
- 2017–2021: ks. Bruno-Marie Duffé
- 2017: ks. Jean-Marie Mate Musivi Mupendawatu
- 2017: abp Giovanni Pietro Dal Toso
  - sekretarz delegat
- 2020–2021: ks. Augusto Zampini-Davies
  - sekretarz pomocniczy
- od 2021: s. Alessandra Smerilli FMA

### Podsekretarze
- 2016–2022: kard. Michael Czerny SJ
  - podsekretarz ds. Migrantów i Uchodźców
- od 2017: kard. Fabio Baggio CS
  - podsekretarz ds. Migrantów i Uchodźców (2016–2022)
- 2017–2018: dr Flaminia Giovanelli
- 2017–2022: o. Nicola Riccardi OFM
- 2017–2022: ks. Segundo Tejado Muñoz
- 2021: s. Alessandra Smerilli FMA
  - podsekretarz ds. wiary i rozwoju
- od 2023: ks. Anthony Ekpo